# Kemari

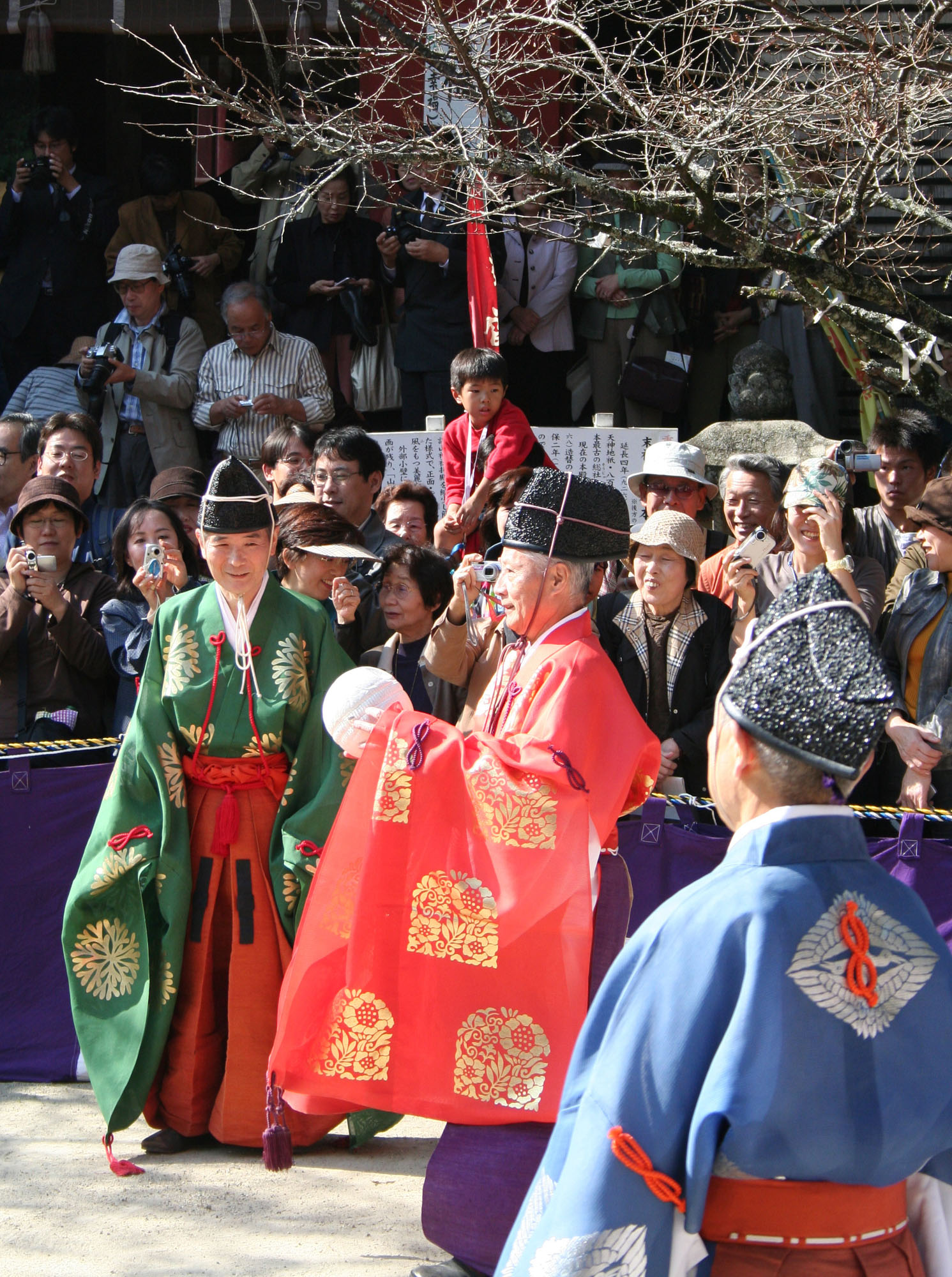
Partido de kemari en el Templo Tanzan.

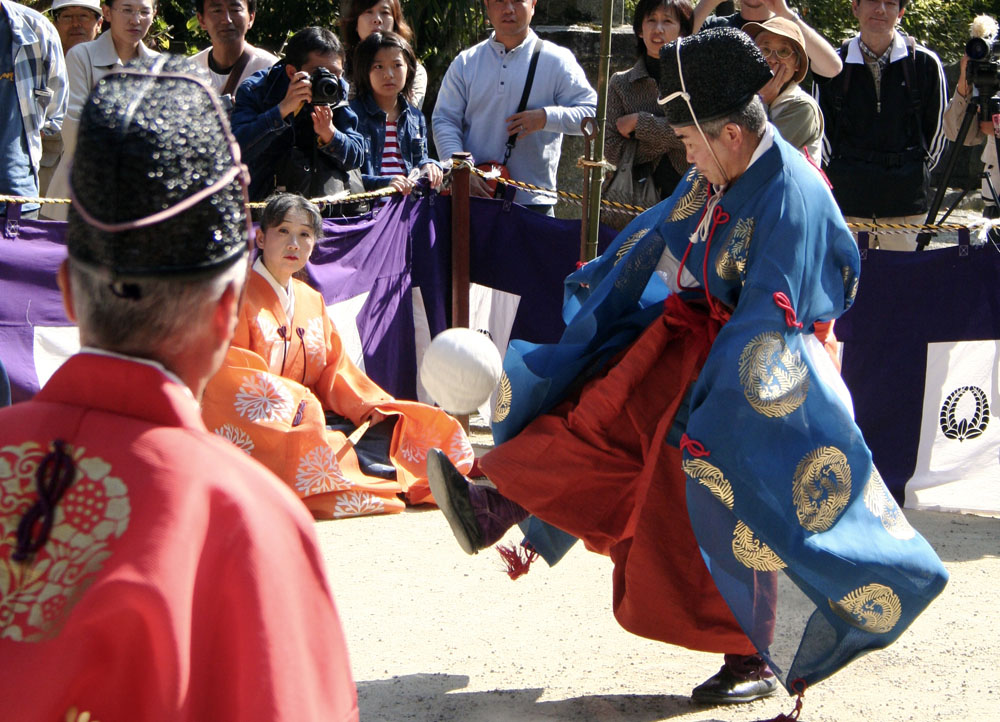
Partido de kemari en el Templo Tanzan.

El kemari (蹴鞠), también llamado kenatt, es un juego de pelota que se practica en Japón desde el siglo VI. Es considerado uno de los antecesores primitivos del fútbol actual.
El kemari fue creado a partir del deporte chino del cuju que se introdujo en Japón alrededor del 600 durante el Período Asuka. Los caracteres para el kemari son los mismos que para el cuju en chino. Más tarde el tsu chu (cuju) y otros juegos emparentados perdieron su popularidad en China y el Sureste Asiático, de forma que solo el kemari ha sobrevivido. 
Es jugado normalmente por entre 6 a 8 personas (jugadores), aunque el número puede variar de 6 a 12 jugadores llamados mariashi. El juego consiste en impedir que la pelota toque el suelo únicamente con la ayuda de los pies y mediante pases al resto de jugadores. Cuando un jugador patea el balón debe gritar “¡ariyaaa!” y “¡ari!” al pasarle el balón a otro jugador.
El balón llamado mari, es una pelota de entre 23 a 25 cm de diámetro hecha con cuero de ciervo y rellena de serrín. 
La pista de juego es llamada kikutsubo y tiene aproximadamente 15 m de longitud, aunque el tamaño del campo puede variar en función de los jugadores. El kikutsubo está delimitado por cuatro árboles plantados en cada esquina, tradicionalmente estos árboles son: cerezo, arce, sauce y pino, que representan las cuatro estaciones del año.
Se considera que el kemari es de carácter no competitivo, por lo que no hay ganadores ni perdedores sino que todos los jugadores colaboran para mantener la pelota en el aire; por lo que el juego siempre termina empatado. Aunque existen discrepancias y hay quien considera que sí había competición de forma que ganaba el equipo que más toques consiguiera. Sí se sabe con certeza sin embargo, que los buenos equipos o jugadores de kemari eran recompensados con regalos y favores por parte del emperador.
Inicialmente el kemari fue jugado por la aristocracia pero entre los siglos X al XVI, época de oro para el kemari, el juego se expandió a todas las clases sociales y se transformó en la inspiración de poetas y escritores.
Con el tiempo el kemari fue perdiendo popularidad en favor de otros deportes tradicionales japoneses, por lo que en 1903 el emperador Meiji fundó la “Asociación para la conservación del kemari”, cuyo objetivo es evitar la desaparición de este deporte tradicional japonés. Actualmente el kemari apenas es practicado durante algunos festivales.
El traje con el que se practica el kemari es conocido como kariginu. Un traje de seda popular en la era Asuka cuya principal característica son sus largas mangas.